# 解体新書
『解体新書』（かいたいしんしょ、旧字体表記：解體新書）は、安永3年（1774年）刊の解剖学書。
原文はドイツ人医師ヨハン・アダム・クルムスの医学書 "独:Anatomische Tabellen "（直訳すれば『解剖学表』、『解剖図譜』等と訳されている。1722年初版）。クルムスの書の蘭訳本（オランダ語訳本） "蘭：Ontleedkundige Tafelen "は1734年刊、日本での通称は『ターヘル・アナトミア』である。蘭訳されたのは、クルムスの書の第3版で、1731年のラテン語版・1732年のドイツ語版・同年のラテン語版（いずれもアムステルダムでの出版）のいずれかとされる。『解体新書』は、蘭訳版を底本とし、杉田玄白の意見なども加筆されている。
西洋科学書の日本最初の本格的な翻訳書であった。
著者として杉田玄白の名前が記されているが、翻訳の主役は前野良沢とされている。江戸時代中期にあたる安永3年（1774年）、江戸・日本橋の板元・須原屋市兵衛の下で刊行された。本文4巻、付図1巻。内容は漢文で書かれている。
成立への経過は杉田玄白の回想録『蘭学事始』に詳述されている。

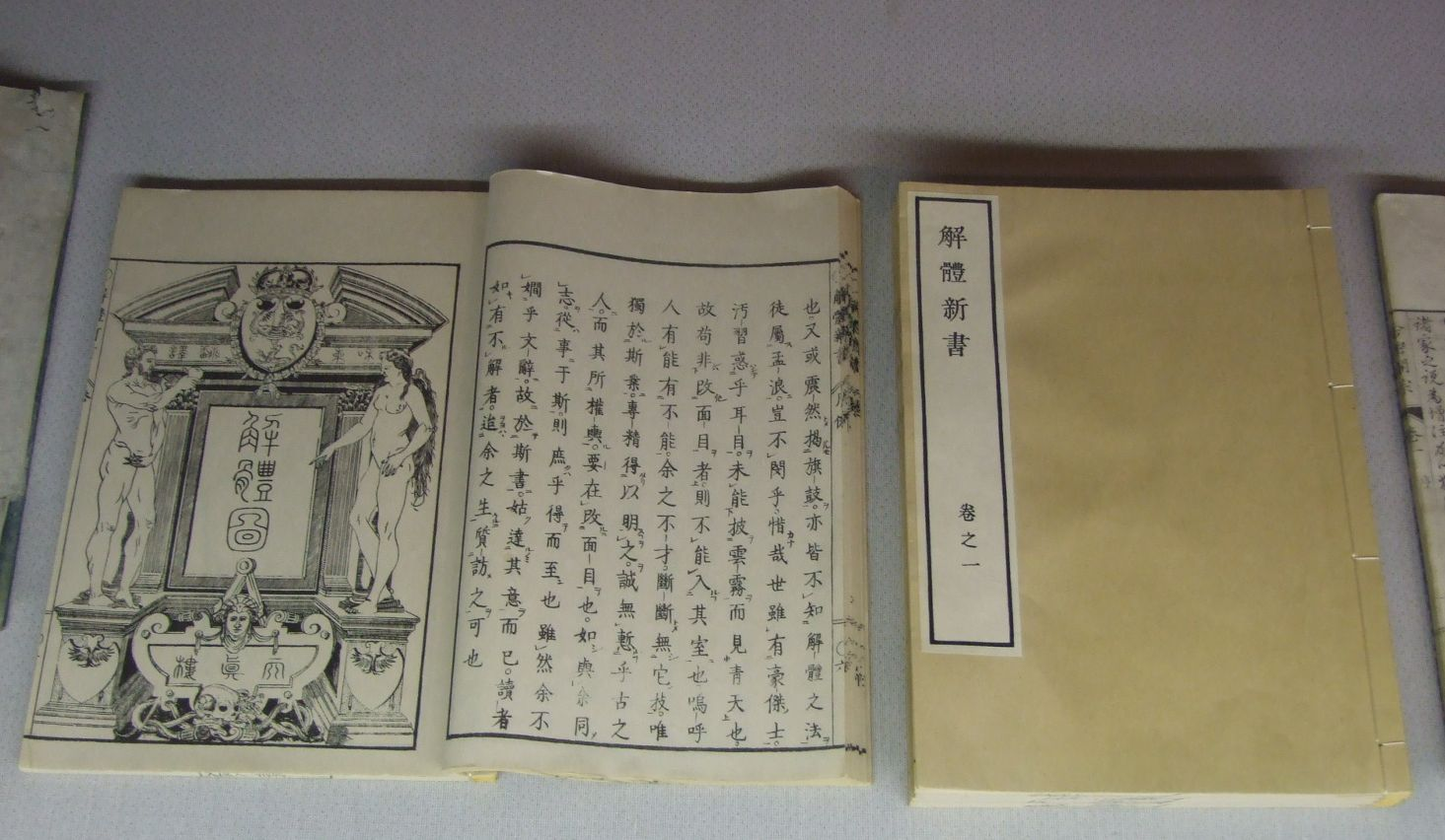
適塾所蔵『解体新書』
左に見える著名な扉絵はワルエルダ『解剖書』の表紙を模写し日本語の語句を加えたものと考えられており、底本ターヘル・アナトミアの扉絵とは異なるものである。

## 経緯

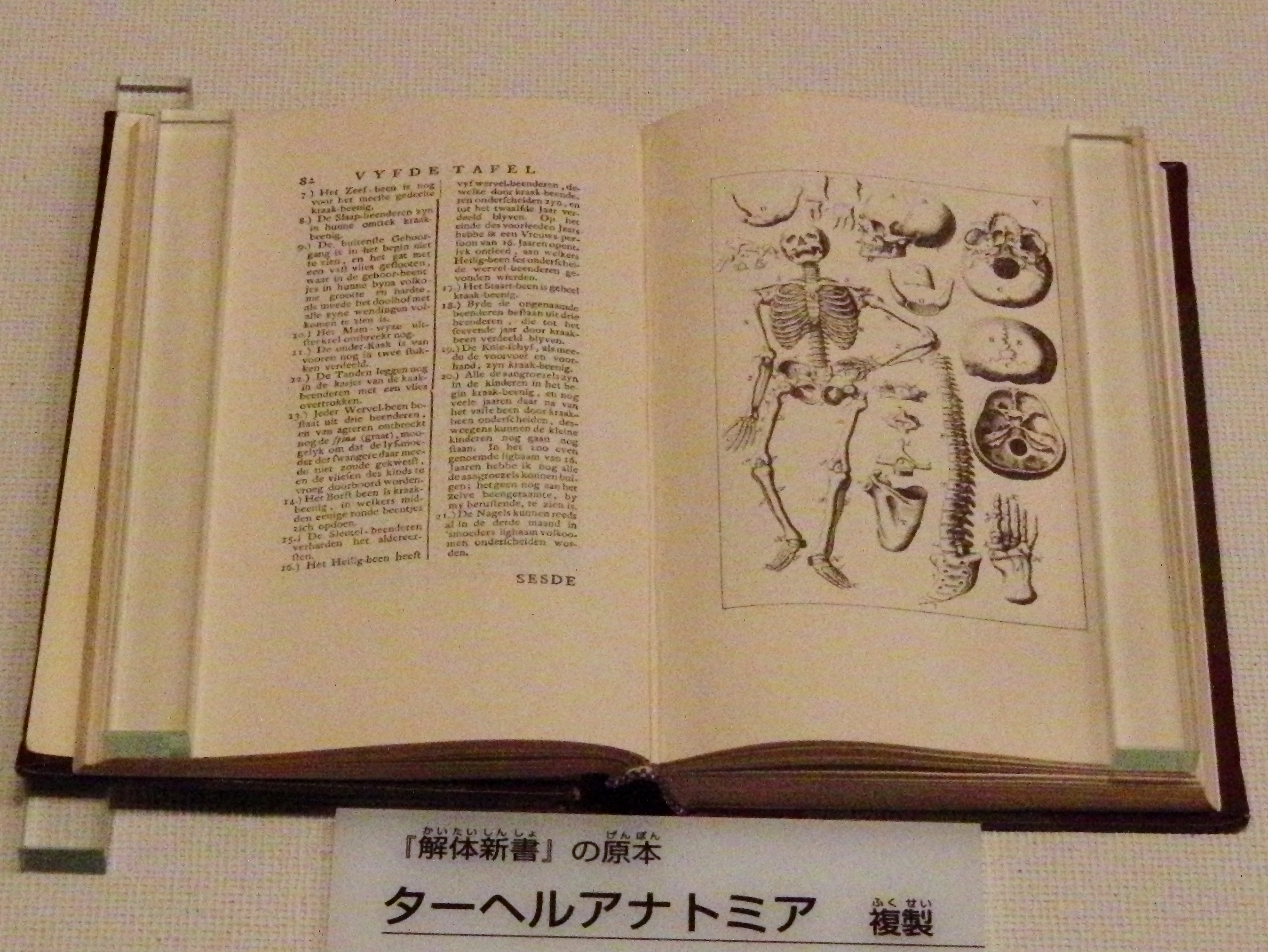
『ターヘル・アナトミア』（複製）／国立科学博物館の展示物。

すでに解剖学書ターヘル・アナトミア(Ontleedkundige Tafelen)を入手していた杉田玄白は、得能万兵衛という役人から、翌日の明和8年（1771年）3月4日に小塚原で刑死体の解剖が行われるという通知を受け、同藩の中川淳庵と、普段は交際のない中津藩医の前野良沢に通知し、ともに連れ立ち小塚原の刑場において罪人の腑分け（解剖）を見学した。そのさい良沢もまた偶然おなじ版のターヘル・アナトミア を所持しおり、その奇遇を喜び合った。玄白も良沢も実際の解剖と見比べて『ターヘル・アナトミア』の正確さに驚嘆し、これを翻訳しようと相談しあった。翻訳を言い出したのは玄白であり、かねてから蘭書翻訳の志を抱いていた良沢はこれに賛同し、淳庵も加えて翌日3月5日から築地鐵砲洲の良沢邸に集まって翻訳を開始した。
当初、玄白と淳庵はオランダ語を読めず、オランダ語の知識のある良沢も翻訳を行うには語彙が乏しかった。オランダ語の通詞は長崎にいるので質問することも難しく、当然ながら辞書も無かったため、翻訳作業は暗号解読に近かった（この様子については玄白晩年の著書『蘭学事始』に詳しい）。玄白は、この厳しい翻訳の状況を「櫂や舵の無い船で大海に乗り出したよう」と表した。安永2年（1773年）、翻訳の目処がついたため、世間の反応を確かめるために『解体約図』を刊行している。
安永3年（1774年）、玄白の友人で奥医師の桂川甫三（甫周の父）経由で『解体新書』を将軍に献上した後、刊行された。

## 関わった人物
- 前野良沢は翻訳作業の中心であった。著者としての名は『解体新書』の本文にはなく、吉雄耕牛による序文でのみ言及されている。良沢の死の翌年（文化元年、1804年）に書かれた碑文の稿本によれば、玄白から序文の執筆を頼まれたが、良沢は長崎留学の途中で天満宮に学業成就を祈ったとき、「自分の名前を上げるために勉学するのではない」と誓ったので序文の執筆を断ったという。訳文が完全なものでないことを知っていたので、学究肌の良沢は名前を出すことを潔しとしなかったなどの推定も行われている[6][7]。
- 杉田玄白は、良沢が中心となった翻訳を『解体新書』に仕上げたとその功績を評価されている[8]。『蘭学事始』によれば玄白は「私は多病であり年もとっている。いつ死ぬかわからない」と言って、訳文に不完全なところがあることは知りながら刊行を急いだ。（しかし彼は、当時としては長命の83歳まで生きた。）『蘭学事始』は40年後に書かれた回想だが、安永2年（1773年）に書かれた書簡『和蘭医事問答』[9][10]でも『解体新書』の出版を「一番槍」として出版を急ぐことを書いている。
- 中川淳庵は『解体新書』の巻頭に玄白の次に校閲の担当として名を連ねている。刊行後も蘭語の学習を続け、桂川甫周と共に江戸参府した博物学者カール・ツンベリーに教えを受けている[11]。
- 桂川甫三は杉田玄白と同世代の友人。法眼の地位にあり、将軍の侍医を務めた。翻訳作業に直接関わった様子はないが、子の甫周を参加させた。また補助資料となる3冊のオランダ医学書を提供している[12]。『解体新書』刊行の際、幕府の禁忌に触れる可能性があったため、甫三を通じて大奥に献上されている[3]。
- 桂川甫周は甫三の長男で、後に自身も法眼となる。翻訳作業の初期から関わったという。のちに大槻玄沢とともに蘭学の発展に貢献する[13]。

その他に翻訳作業に関わった者は、巻頭に名前が出てくる石川玄常、『蘭学事始』に名前が出てくる烏山松圓、桐山正哲、嶺春泰などがいる。
- 吉雄耕牛（吉雄永章）はオランダ語通詞で、『解体新書』序文を書き、この書が良沢と玄白の力作であると賞揚している。
- 平賀源内は、1774年（安永3年）正月に杉田玄白宅を訪問、『解体新書』の本文の翻訳がほぼ完成し、解剖図の画家を捜していることを知らされた際、小田野直武を紹介した[18]。
- 小田野直武は、秋田藩角館の藩士、秋田蘭画で著名。平賀源内の紹介で『解体新書』の図版の原画を描くことになった。『解体新書』の開版まで半年という短期間に、江戸での最初の仕事で、しかも日本学術史上記録的な仕事を成し遂げた。

## 『解体新書』の内容

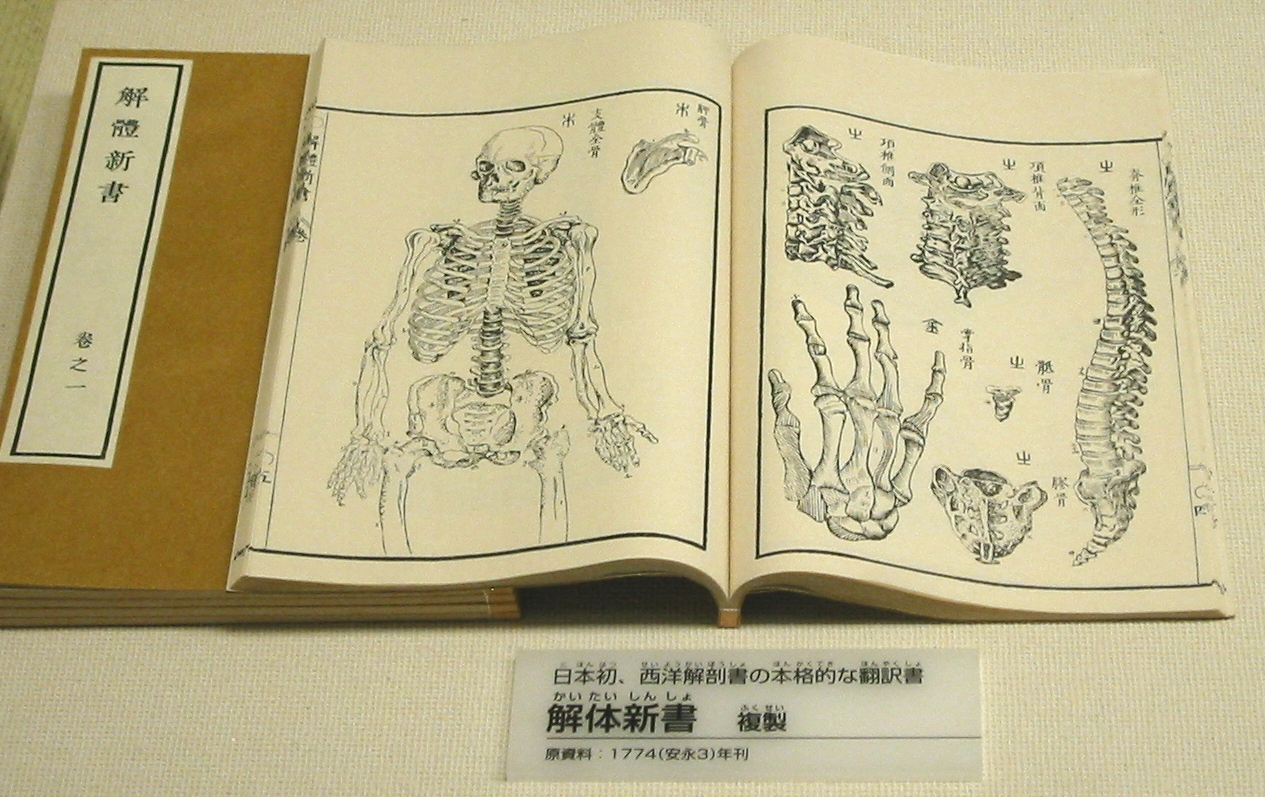
序図（国立科学博物館の展示）

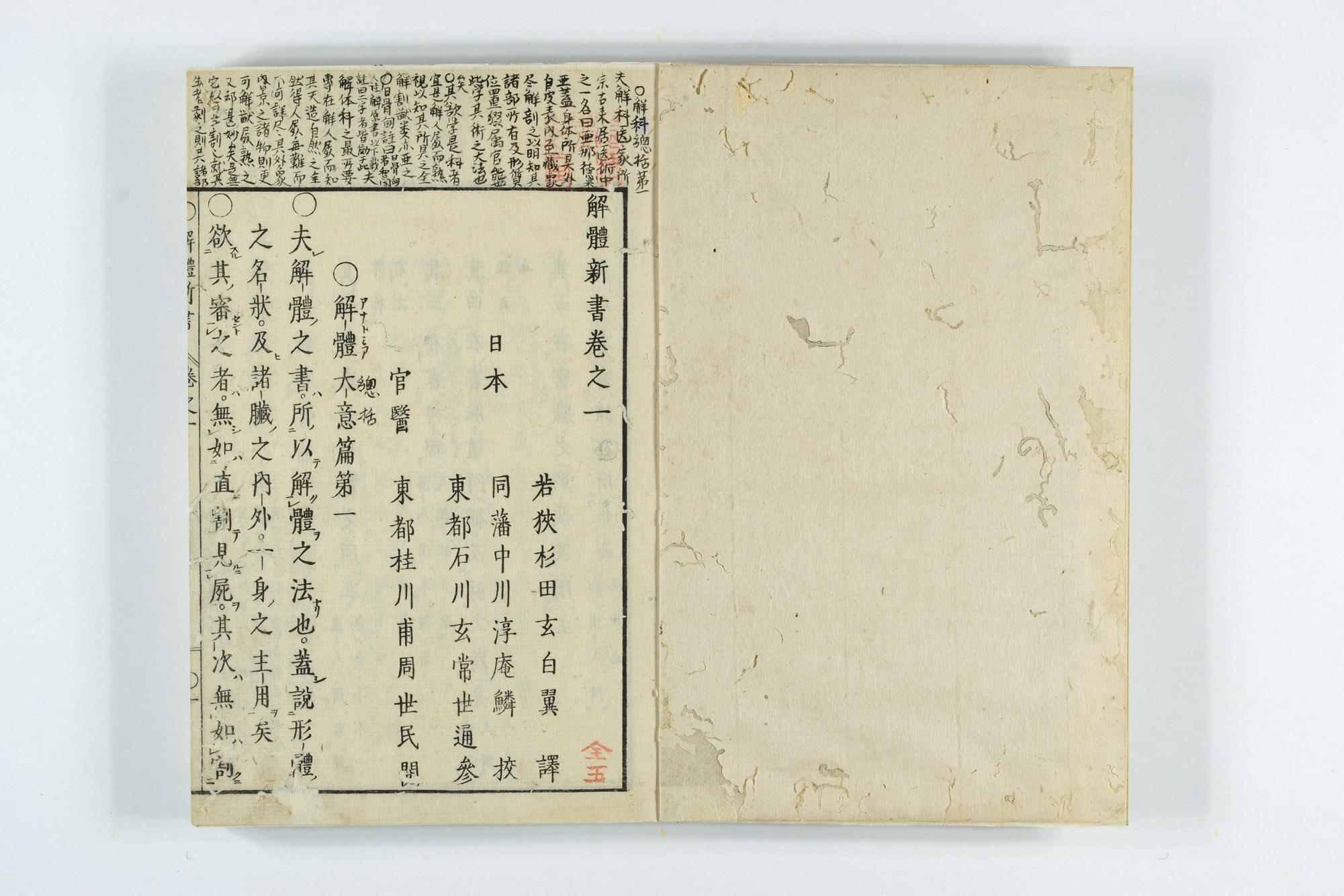
巻の一（佐賀大学地域学歴史文化研究センター所蔵）

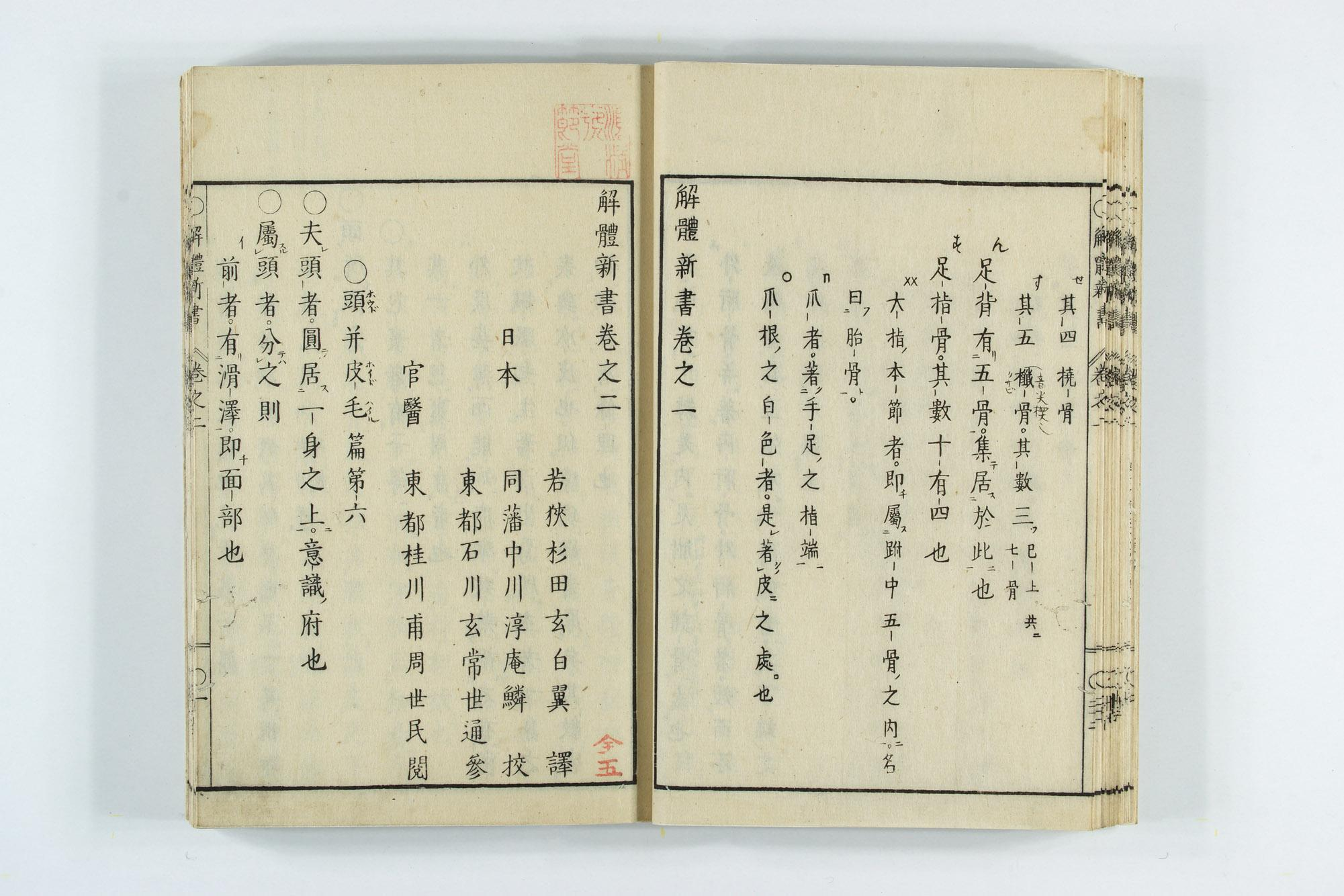
巻の二（佐賀大学地域学歴史文化研究センター所蔵）

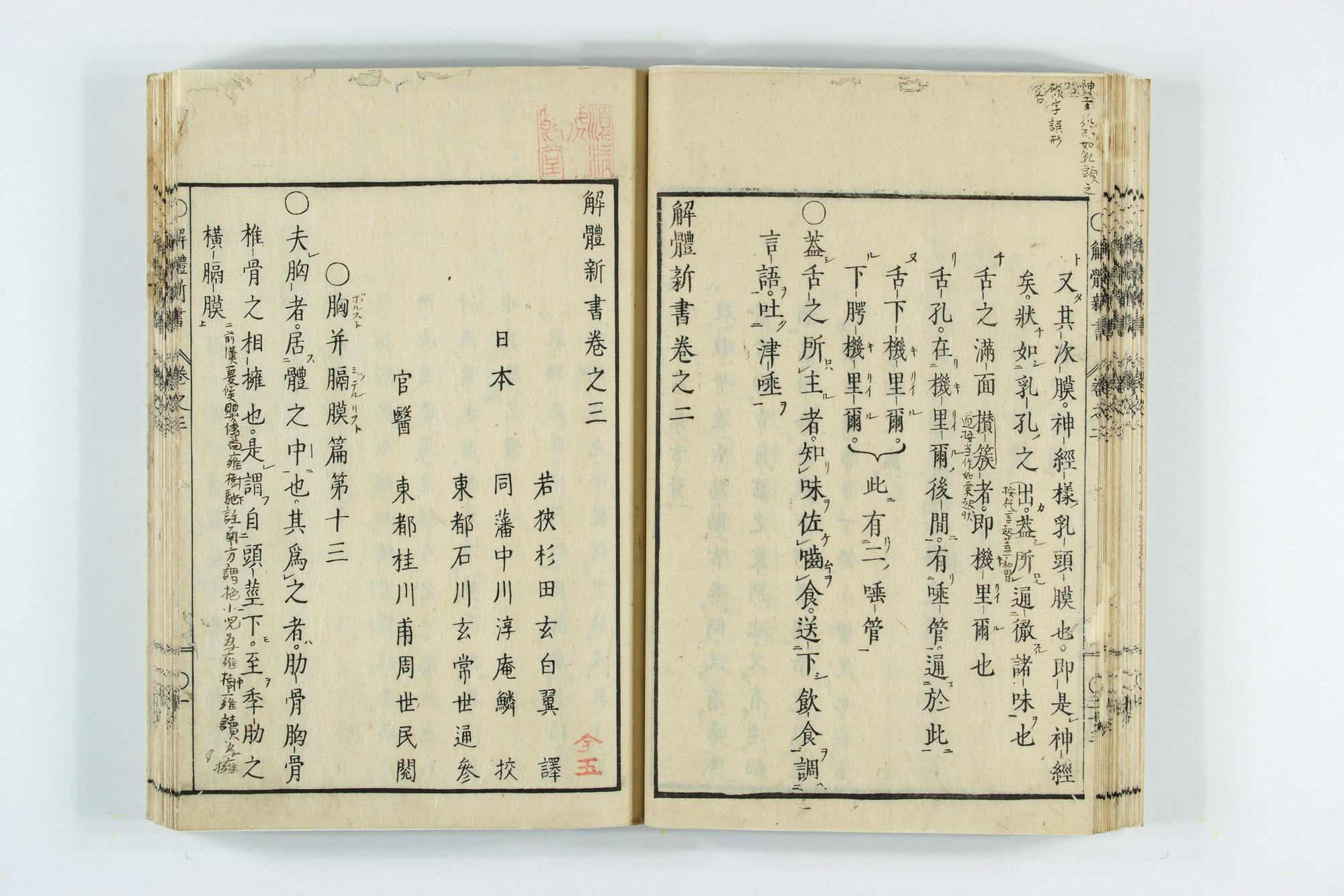
巻の三（佐賀大学地域学歴史文化研究センター所蔵）

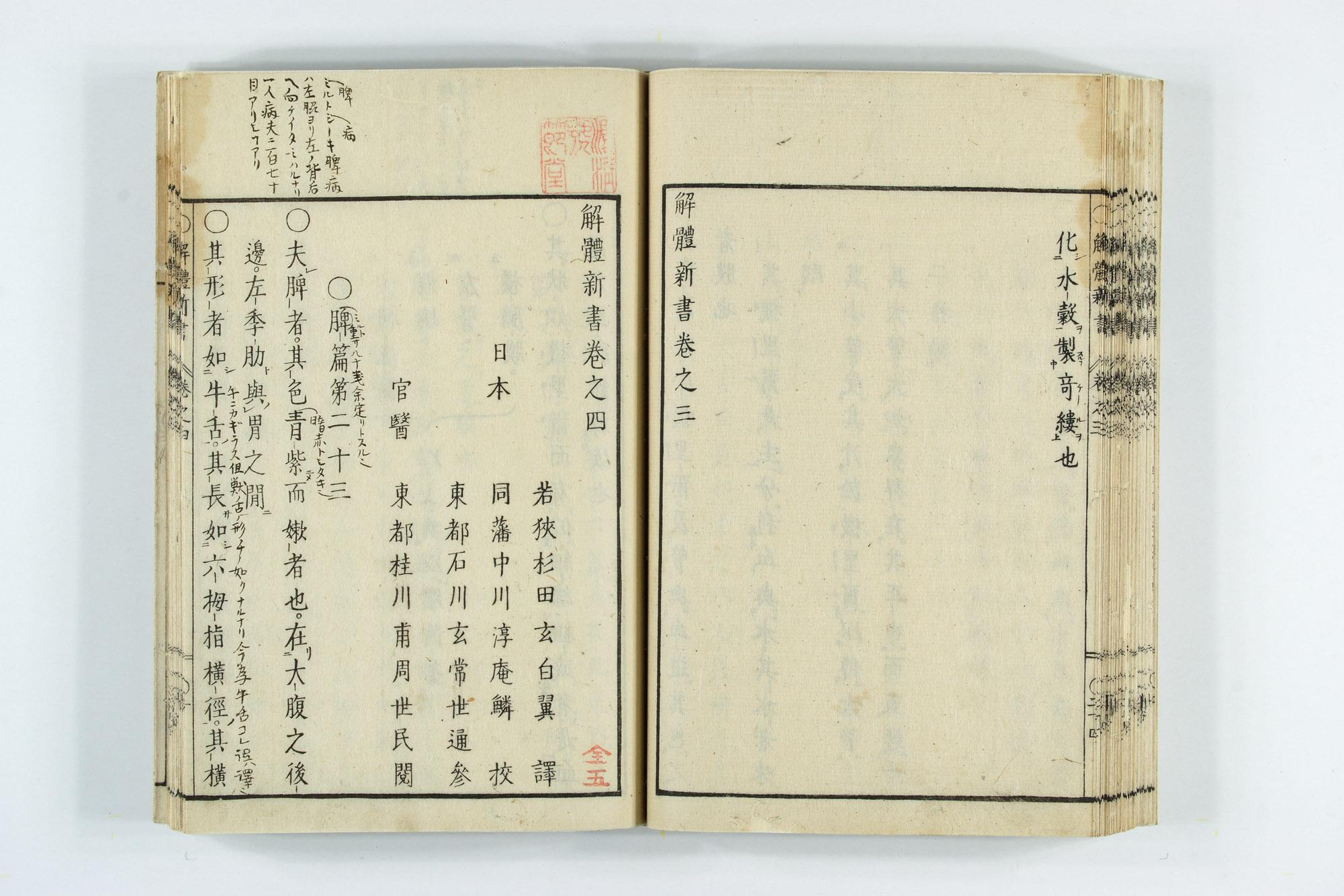
巻の四（佐賀大学地域学歴史文化研究センター所蔵）

『解体新書』は一般に『ターヘル・アナトミア』の翻訳書といわれているが、それ以外にも『トンミュス解体書』『ブランカール解体書』『カスパル解体書』『コイテル解体書』『アンブル外科書解体篇』の図が採用されており和漢の説も引かれている。また、各所に「翼按ずるに」と注釈がつけられて和漢の説も引かれている。ここに見られる「翼」は杉田玄白の本名である。単純な逐語訳ではなく、杉田玄白らの手によって再構成された医学書である。
扉絵は、『ターヘル・アナトミア』の扉とは異なる絵である。ワルエルダ『解剖書』の表紙を模写した図に、「解体図」などの語句を加えたものと20世紀の半ばから推定されてきた。
全5巻、うち「序図」の巻に序や図が採録され、本文は4巻に分かれている。それぞれの内容は以下のとおり。
- 序図

序（吉雄耕牛）、自序（クルムス著、杉田玄白訳）、凡例、図、跋（小田野直武）
- 巻の一

総論、形態・名称、からだの要素、骨格・関節総論及び各論
- 巻の二

頭、口、脳・神経、眼、耳、鼻、舌
- 巻の三

胸・隔膜、肺、心臓、動脈、静脈、門脈、腹、腸・胃、腸間膜・乳糜管、膵臓
- 巻の四

脾臓、肝臓・胆嚢、腎臓・膀胱、生殖器、妊娠、筋肉
なお、『ターヘル・アナトミア』には脚注があり、その量は本文とほぼ同じである。『解体新書』ではこの脚注は訳されていない。

## 影響・その後
『解体新書』刊行後、江戸に蘭学者の集団が形成された。日本の近代科学はこの時に始まったとも言われる。オランダ語の理解が進み、医学だけでなく、天文学、地理学など様々な分野の書籍が翻訳されるようになった。蘭学は、その後、京都、大坂など各地に広がった。
医学への影響としては、人体の内外を客観的に観察する医学観をもたらしたこと、漢方医学にない器官として膵臓（『解体新書』での訳語は大機里爾）や門脈などを指摘したこと、現在でも使用されている「神経」「軟骨」「頭蓋骨」などの適切な訳語を作ったことなどが挙げられている。

こうした状況を踏まえて、『解体新書』は日本における近代科学や西洋医学の出発点などとして高く評価されているが、一方では『解体新書』の刊行は西洋医術の翻訳に過ぎず、実践的な医術へと進展する上では『解体新書』以前から解剖に熱心だった古方派の影響なども重要であり、『解体新書』のみを過大評価すべきでないとの指摘も存在する。
『解体新書』には誤訳も多かったため、大槻玄沢が改訳を行い、『重訂解体新書』を文政9年（1826年）に刊行した。また本書以降、解剖して描いた図として「平次郎臓図（人体解剖図巻）」天明3年（1783年）、「施薬院解男体臓図」寛政11年（1799年）、「解剖存真図」文政2年（1819年）などが刊行された。『解体新書』以前にも解剖図は描かれているが、『解体新書』以後の解剖図は西洋の解剖学と解剖図の影響が濃い。
治療に関しては18世紀末の蘭方医学は一般的には外科のみと認識されており、内科は長崎で直接オランダ人に教えられた医師以外には広まっていなかった。外科の内容は、『阿蘭陀外科伝書』はオランダ通詞を通じて聞き書きした事に中国の医書の外科の部から抜き集めたり、病論を寄せ集めたようなものであったという。
『解体新書』の出版(1774年)に続いて、宇田川玄随『西説内科撰要』(1793年)や大槻玄沢『瘍医新書』(1822年)などの医書が翻訳・出版され、蘭方は治療へも影響力を得た。漢蘭折衷派と言われる医師も登場した。漢蘭折衷派の中で顕著な実績を残したのは、世界で初めてとされる全身麻酔手術(1804年)を成功させた華岡青洲である。蘭方はシーボルト(長崎在：1823~1828年)の臨床を含む教育などでさらに浸透した。種痘を全国に普及(1849年より)させたのには、蘭方医の貢献が大きいとされる。
『解体新書』の出版は人体に対する博物学の発展の観点としては画期的であったが出版当時の日本の医療に与える影響は僅かなものであった。杉田玄白自身が晩年に取り組んだ梅毒の治療に関しても長崎経由で知った水銀療法であり、これは18世紀末の蘭方の因習から抜け出せたものではなかった。動物実験は無論、複数の患者の治療経過を測定するといった科学的手法にはまだ到達しておらず、また解体新書も17世紀から18世紀初頭の比較的「古い」解剖学を参照しており、ジョン・ハンターに始まる18世紀末の解剖学の発展を反映したものではなかった。病院の機能は中世以来、人々の世話をすることであり、1850年頃にようやく患者の治療に移行した。日本におけるオランダ医学の移入はやがて西欧医学、とりわけドイツ医学の移入と傾斜することになるが、これらは玄白や良沢の次世代以降の仕事となる。
『解体新書』は九州大学医学図書館、津山洋学資料館、中津市大江医家史料館、鳥取県立図書館などに所蔵されている。岐阜県各務原市にある内藤記念くすり博物館でも展示されているほか、博物館のデジタルアーカイブから内容を閲覧することができる。

## 転語
『解体新書』を広く知らしめるに貢献したのは、写本のみが流通したに過ぎなかった『蘭学事始』が、明治2年（1869年）に、福沢諭吉の提案で出版されたことである。明治23年（1890年）には再版された。
明治期から昭和前期の小学生用の国定歴史教科書では、徳川吉宗による洋書輸入禁止の緩和や新井白石などについては触れているが、『解体新書』は言及されていない。第二次大戦後の1946年に作られた最後の国定歴史教科書『くにのあゆみ』では、8行に及ぶ『解体新書』の説明がされ、杉田玄白の肖像と『解体新書』の写真も掲載された。『くにのあゆみ』での取り扱いは、その後の小学校の社会科教科書に引き継がれた。
1974年は『解体新書』の出版の200周年にあたり、記念する企画が開催され記事などが書かれた。この頃から様々な分野で『○○解体新書』と名乗る書籍などが登場した。こうした経過を経て「○○について解説した本」として「解体新書」という言葉が使われるようになった。一般向け解説書や、漫画やアニメを研究したいわゆる謎本、テレビの知的バラエティ番組などによく使われる。例えば『所さんの20世紀解体新書』『モノづくり解体新書』『デビルマン解体新書』などである。